# توماس كاراسكيجا
توماس كاراسكيجا نارانكو (1858-1940) هو كاتب كولومبي عاش في منطقة آنتيوكيا. كرس نفسه للعمل بوظائف بسيطة فقد كان خيّاطًا وسكرتيرًا للقاضي وصاحب متجر في منجَم وكان أيضًا عاملًا في وزارة الأشغال العامة. كان توماس شغوفًا بالقراءة وواحدًا من أكثر الكتّاب الأدبيين الكولومبيين المبدعين الذي أثر بشكلٍ كبيرٍ في الشباب من جيله والجيل من بعده. ووفقًا لما وضَّحه فيديريكو دي أونيس، وهو باحث في أعمال كارّاسكيجا، أن كارّاسكيجا لم يكن معروفًا في عصره. وقد حدث الأمر تمامًا بعد عام 1936م،  لّما كان  كارّاسكيجا في الثامنة والستين من عمره حين مُنِحَ جائِزة الأدب القومية وحصلَ على اعتراف من بلاده بمنزلته  بالإضافة إلى أنه  سُمّيت المتنزه المكتبة باسم  متنزه مكتبة توماس كارّاسكيجا  تكريمًا له.
وقد منعت الحرب الأهليّة الكولومبية التي وقعت  في النص الثاني من  القرنِ التاسع عشرمن إكمال كارّاسكينجا لدراسته في جامعة  آنتيوكويا.
```
ولكونه مثقفًا ملتزمًا نظمّ كارّاسكينجا«التيرتويليا» وهي تجمُّعات لقراءة الكتب ومناقَشتِها في بيتِهِ في مدينة 
ميدِجين
. وقد انضمَّ العديد من الكتَّابِ والمثَّقَّفين من جيلهِ إلى هذه التّجمُّعات، لذلك أُطلِقَ عليهِ منذُ ذلك الوقت «المايستروأو الأستاذ توماس كارّاسكينجا».وكان من  بينِ المعجبين ب كارّاسكينجا الفيلسوف الكولومبي 
فرّناندو-غونفالف-اوتشوا.
 
[
10
]
```

ويؤكد دي أونيس بأنّ أعمال كارّاسكينجا لم تكن معروفةً في  كولومبيا وخارجها في ذلك الوقت لأنّه عاصر فترتين مختلفتين من الأدب الأمريكي اللاتيني وهما عصر الحركتين الأدبيتين الرومانسية والكوستمبرزمية التي تهتم بتفاصيل الحياة العامة والمسلكيات والعادات التي كان لها ممثلين في كولومبيا أمثال خوسيا سونسيون سليڤارو فترة الحداثةِ التي جاءت بوصفها رد فعل ضد الحركة الكوستمبرزمية. ووصنِّفت العديد من  أعمال كارّاسكينجا بأنّها أعمال تتبع  للحركة الأدبية المسماة «كوستمبرزمو»، كما يصنفها دي أونيس.
الميلاد: 17/كانون الثاني/1858، سانتو دومينغو، آنتريوكويا، كولومبيا.
الوفاة: 19/كانون الأول/1940 (كان يبلغ 82 سنة)، ميديلّين - آنتيوكويا - كولومبيا.
المهنة:  روائي وحكاء وكاتب مقالات.
اللغة: الإسبانية.
التعليم: جامعة آنتيوكويا، ميديجّين - كولومبيا
الحركة الأدبية: كوستَمبرِزمو
أبرز أعماله: سيمون إلماغو (1890)
             لاماركيزا دي يولومبو (1926)
أبزر الجوائز التي حصل عليها: المعهد  الكولومبي للغة - جائزة خوسيه ماريا فيرغارا إي فيرغارا المحلية للأدب والعلوم
(1936) كتاب لاماركيزا دي يولومبو
صليب بوياكا
تعليق على الصورة (دون توماس كارّاسكينجا في 1929، اُخِذت الصّورو بوساطة ميليتون رودريجوز)
عاصركارّاسكينجا قرنين مختلفين، وتربط حياته بين عصرين في التاريخ  الكولومبي.فعند ولادته عام 1858، كان أطلِقَ على الدولة  مسمّى جمهورية غرناطة الجديدة، وهي كولومبيا المستقلّة حديثًا عن إسبانيا.
وصفَ كارّاسكينجا في كتابه ماركيزجولومبو كيف شهدت غالبية العامة البسطاء في كولومبيا في نهاية القرن الثامن عشر الأحداث التي حطمت الاعتماد السياسي لكولومبيا على إسبانيا.
كان أيضًا مواطنًا في ما عُرِفت يومًا بالولايات  المتحدة الكولومبية (1863-1886)، وهي الفترة التي شهِدَت فيه منطقة بيجا استعمار مناطق القهوة الحالية. كما شهِدَ كارّاسكينجا الثورة الصناعية الكولومبية في بداية القرن العشرين وحرب الألف يوم  والعديد من التغيرات في بلاده.
كانت الحروب الأهليّة الكولومبية في القرن التاسع عشر السبب الذي  منع  كارّاسكينجا من إنهاء دراسته للقانون في جامعة  آنتيوكويا. وقد انعكست أيضاً واحدة من  هذه الحروب على أعماله ومنها "Luterito والقس كاساف. وتدور أحداث هذه الكتب في سياق الحرب الأهلية عام 1876 م التي بدأها  الثوّار المحافظون  في آنتيوكويا وكاوكا وتوليما ضد الحكومة  الليبرالية التي يرأسُها أُكويليو بارا الذي كان  يهدف إلى جعل نظام  التعليم نظامًا علمانيًّا. تطوّرت القصة في مدينة كانياسكورذاس حيث هناك مجموعة من  المقاتلين  الذين أعدّو أنفسهم  للدفاع عن  الإيمان. وبذلك، تعكس أعمال كارّاسكيجا أعمق مشاعرالناس خلال هذه الأحداث التاريخية.
حياته:
السنين الأولى.
وُلدَ كارّاسكينجا في سانتو دومينغو، تقع في  مدينة جبال الأنتيز شمال شرق ميديجين في جبال آنتيوكيا. وهو ابناً ل إسازا كارّاسكينجا وإكيلدا نارانجو مورينو
وقد امتلكت عائلته مناجم  ذهب مما ساعده  ذلك على أن يعيش بشكل جيّد،  ويكرّس وقته للكتابة.
كان  كارّاسكينجا يمتلك  صديقًا، وُلِدَ أيضًا في سانتو دومينغو،  وهو الكاتب فرانسيسكو دي باولا ريندون.
في سنّ الخاسمة عشر، انتقل كارّاسكينجا إلى ميدِلّين لينهيَ تعلميه  الثانوي في جامعة آنتيوكويا إضافةً إلى أنه أكمل دراسة الحقوق هناك. ولكنّه كان  عليه التخلّي عن دراسته في 1877م بسبب بدء الحرب الأهلية.
بعد  ذلك، عاد إلى سانتو دومينغو  للعمل كخيّاط  إضافةً إلى بعض الأعمال في البلديّة. وقد  دعاه  كارلوس يوخينو ريستريبو  إلى مقهى ليتيراريو («مقهى أدبي») وقد كان  عليه أن  يكتب قصة ليتم  قبولها. لذلك، قام  بكتابة  سيمون إلماغو «سيمون  السحري» والتي تعد من  أكثر قصصه الشائعة. ثمّ نُشرَت هذه القصة عام 1890 وقام المخرج الكولومبي فيكتور جافيريا بعرضها في السينما عام  1993
حياته كَكاتب
(تمثال نصفي ل توماس كارّاسكينجا في حديقة مدينة بايسا  الصغيرة في ميدلّين)
انتقل كارّاسكينجا في 1896 إلى بوغوتا لنشر أول رواية له وهي فروتس دي مي ترا (ثمارُ أرضي) والتي كتبها ليثْبتَ أن  أيّ موضوع يمكن  أن يكون  قصّة. حيث تلقت هذه الرواية استحسان الكثير  من  النقاد.-بحاجة لمصدر-
وفي تلك  الرّحلة، تعرَّفَ على خوسيه أسونيسون سيلفا والذي كان  سيهديه  بعد بضع سنوات مقالاً بعنوان «إلى الشاعر».
وبعودته  إلى آنتيوكويا تعرّض كارّاسكينجا إلى حادث سقوط من  الحصان والذي اضطر بسببه إلى البقاء في ميدلّين لفترة. عندما عاد  آلى سانتو دومينغو بعد  ذلك  كرّس نفسه للكتابة حتى عام 1904  عندما  خسر ثروته بسبب إفلاس البنك  الشعبي، ثم  عَمِل بعدها كأمين مخزن في  منجم ذهب سونسون حتى 1909 .
عند  عودته إلى ميدلّين، كان نشطًا في حياته الثقافية والاجتماعية التي كانت مرتبطة  بالمثقفين  الشباب منهم فيرناندو غونزاليس اوتشوا. إضافة إلى أن غونزاليس  كان من أكبر المعجبين بكاراسكيجا.   والذي أصبح  صديقه المقرب لنهاية حياته. بالاضافبة إلى تعرفه على الرسام ريكاردو ريندون والمجموعة المتشككة لوس بانيداس (الذين دُعوا ولكن لم  ينضمّوا).
في 1914، قام كارّاسكيجا ببعض الأعمال لصالح أقدم جريدة في كولوبيا وهي صحيفة  إلسبيكتادور، عندما تمّ تحرير  المنشور  في ميدلّلين. ولكن  بعيد ذلك انتقل إلى بوغوتا وعَمِلَ لدى وزارة الأشغال العامّة حتى  1919.
ثم  بعد عودته إلى ميدجين  أكمل كارّاسكينجا دراسة الأدب، ونشر بعدها لاماركويزا ديولومبو في 1928،  والتي تعد من أكثر الأعمال المشهورة  في الأدب الكولومبي
سنينه الأخيرة
بقيَ الكاتب مستقرًّا في ميدلّين عندما بدأت  صحته  بالتدهور وبدأ بفقدان  بصره تدريجيًا. ولكنه  خضع  لعمليه جراحية عام 194 ساعدته  على استعادة الرؤية بشكل ضعيف.
لم  تكن اصابة كارّاسكينجا بالعمى عقبةً تمنعه من  الكتابة وبدلاً من  ذلك بدأ بتكريس أعماله.
وفي عام 1935، زُيِّنَ كارّاسكيلجا بصليب بوياكا، وهي جائزة تُمنح المتلقي نفس الامتيازات التي يتمتع بها الرئيس الحالي أو السابق لكولومبيا.
كتب كارّاسكينجا  هاس تيمبوس «منذ وقت  طويل» بين 1936 و 1937 حيث حصل على  هذا العمل جائزة خوسيه ماريا فيرجارا إي فيرجارا  الوطنية للأدب والعلوم من  الأكاديمية الكولومبية  للغات. مما أعطاه هذا الاعتراف شهرة وطنية، إضافة آلى جذب النقاد الدوليين الذين أُعجِبو بعمله وأنقذو اسمه من  الضياع.
توفّي كارّاسكينجا في كانون الأول عام  1940 حيث كان  بين مجموعة كبيرة  من  الأصدقاء والمعحبين الذين أطلقو عليه اسم «توماس النبيل» أو " ماييترو توماس كارّاسكينجا. "
ما بين  فترة الحداثة والحركة الأدبية كوستمبرزم
«مكتبة توماس كارّاسكيجا في ميدلّين»
عادةً ما يُنظَر إلى كارّاسكيجا كمؤلّف كوستمبريست، بسبب السياق الثقافي الذي يتبعه في عالم الكتابة الخاص به.  حيث أن التفاصيل الصغيرة المستخدمة  في وصف الناس والمناظر في أعماله تتبع خصائص الحركة الأدبية كوستمبرزمو والتي تطورت  في إسبانيا و  أمريكا اللاتينية خلال القرن التاسع عشر، إضافة إلى أن هدف الكاتب الكوستمرزمي هو وصف إطار تقاليد الناس دون  أي تعليق على الاحترام أو نتيجة  الرومانسية (بحاجة إلى توضيح)
وفي نهاية القرن التاسع عشر، بدأت الحداثة بالظهور في أمريكا اللاتينية وإسبانيا، وقد كان هناك أيضًا بتلك الفترة مؤلفين وصحفيين وفنانين ومصورين منهم غونزاليز وجرييف وريندون وماتيز.
كان تطوّر الحداثة مواجهة ضد كوستمبرزمو.
ووفقًا لفيديريكو ديونيس إنّ كارّاسكيجا عرفَ بل وشارك أيضا في الميول الجديدة للحداثة حيث أنه  قام  بتقديم دعم  إلى لوس باندياس لكنّه احتفظ بأصالته وبالأسلوب الخاص به.
«متحدِّث بصراحة، كان دائمًا كاتب مستقل بذاته، تتجلّى أكبر جدارته وأصالته بقدرته على البقاءِ حرًّا من تقليد أي تأثير يتعرّض له.»
- فيديريكو ديونيس - مقدمة من حكايات كارّاسكيجا.
" وفي ذلك المغزى، وَصْف كارّاسكيجا بكونه يتبع الحركة الكوستمبراستية ليس دقيقًا، وكما ورد عن ديونيس أنّ أعمال كارّاسكينجا تنفصل عن الكوستامبريزمو الثابتة في القرن التاسع عشر، والتي ذكرت من خلال وصف التفاصيل:
أن عمله  الأدبي متساوٍ ومتنوع.متنوع، بعكس عمل الكوستمبرست القرن التاسع عشر  الذي وُصيفت لوحاتهم و  مشاهدهم وشخصياتهم  بكونها تتبع نفس النمط، متساوٍ؛ من حيث أن عمله دائما يتخلل جوهر لآنتيوكويا، حيث أن هذه الحقيقة الجوهرية الفريدة من نوعها دائمًا ما تُلاحَظ من خلال شخصية شخصيته."
- فيديريكو ديونيس، مقدمة من قصص كارّاسكيجا.
أما ما ورَد عن  الصحفي الكولومبي كارلوسيورايب ديلوسريوس، أن  تصنيف كارّاسكيجا كمؤلق يتبع الحركة الأدبية الكوستمبراسمية تسبب في تهميش طويل له داخل الأدب الكولومبي.
احتُقِرَ كارّاسكيما من  كُتّاب بوغتانيين من عصره، والذين  اعتبروه  ريفيّ ساذَج، وكما اعتقد  سيّد سامنتو دومينغو نفس الشئ  مع منافسيه. لذلك  لم يكن من  السهل في هذه الحالة توليد مشاعر جيدة حول عمل المؤلف الأنطاكيّ الذي جلب عمله  إلى  قيمته العادلة بعيدًا عن حدود مقاطعته  .  كما لم يكتب البروفيسور الكندي كيرت ليفاي سيرة  ناقدة عنه.
ولذلك  عدد قليل  من  الناس اليوم  سيتذكرون  الكاتب الكولومبي وأهم رواياته إضافة إلى جزء كبير من  قصصه القصيرة وفقًا لنقاده: لا ماركيسا ديولومبو وفروتوس ديمي تيرا.
كان دون توماس  كارّاسكيجا  قادرًا على كتابة القصص القصيرة والبسيطة كلّ يوم ومن  ثمّ تحويلها إلى قصص جميلة معقدة ومكثفة.
كان  سيّد التفاصيل «كارّاسكينجا» يصل كل تفصيل صغير مستخدمًا الكلمة المناسبة ومتميزًا بكيفية المحافظة على اهتمام القارئ المستمر، إضافةً إلى كونه ساخرًا متهكمًا في بعض الأحيان .
فيرناندو غونزاليز
(غونزاليز، فيلسوف من مكان آخر، كان صديقًا ومعجبًا بكارّاسكينجا. كان لديهم  توافق وملاحظات متناسقة بأعمالهم)
" إذا كان هناكشئ ما يُثبت أن كارّاسكيجا أكثر من كونه كوستمبرست وأنّه وظّف عناصر الحداثة الواقعية في أعماله، فيكون ذلك بسبب علاقته الثقافية وصداقته العظيمة مع فيرناندو غوزاليز اوكوا، وهو فيلسوف من مكانٍ آخر.
وقد  قال غونزاليز، أستاذ آخر في الكتابة الكولومبية، فير أحد مقالاته عن هاستيمبوس دي كارّاسكينجا:
إنّ كارّاسكينجا يتطلع إلى الكثير ويستمع  إلى الكثير ويخيطُ الكثير من  الملابك والأرواحِ كذلك، آضافةً إلى أنّه يتطلع  إلى الكثير من  الواقعية وهو إلهي يغذّي نفسه من  طاقاتِ أرض بلده أنطاكيا.
وعلى الرغّم من  أنني في الأربعين من عمري العقيم، عندما قرأتُ له واستمعت إليه، توصلتُ إلى أن كارّاسكينجا شخص فريد  في كولومبيا، وهو  فخر كولومبيا، كما أنّه الشخص الذي يمكنني إرساله إلى ميشيل بريال  ليرى بأننا متساوين مع الأوروبيّين.
- فيرناندو غوزاليز «هاس تيمبوس» دي توماس كارّاسكينجا 
أعماله
(متوفر المصدر الأصلي مرتبطًا بهذا المقال في ويكيبيديا الإسباني: توماس كارّاسكينجا)
على  الرغم من أن أعمال كارّاسكينجا كانت متوفرة بشكل واسع فقط في منطقة بايسا خلال حياته، لكن هذا لا يعني أنه غير معروف في  مناطق أخرى في كولومبيا وفي الخارج. وخاصّة  منذ 1936، ومع تقديره بالجائزة الوطنية للأدب والعلوم، جذبت  أعماله اهتمام نقّاد الأدب الأجانب، منهم التشيليون آرتورو  توريس ريوسيكو وماريانو لاتوور.  وقد حافظ على صداقته  الجيّدة مع كتّاب  مثل خوسيه مارتي وميجيل دي أونامونو.
قُسّمت  أعمال كارّاسكيجا إلى روايات و  قصص ومقالات والرسائل. وفي 1906، اعترف لصديق له برسالة
أنه كان  يكتب بسبب المشاكل الاقتصادية، حيث كان مفلسًا بالكامل   على الرغم من كونه تمتع بالعيش غنيًّا وميسور الحال ولم يتزوج أبدًا  .
وقد أشار  بعض المراقبين إلى كونه صحفيًّا بسبب بعض المقالات التي كتبها في جريدة السبكتيتور (المشاهد)، لكنّ مساهماته  في ذلك المجال كانت محدودة نوعًا ما
رواياته
فروتوس دي مي تيرّا 1869 . ثمار أرضي
إن لا ديسترا ديوديوس بادري  1897 . عن يمين الله الأب
ديميتاس ارياس 1897
سالڤ، ريجينا 1903
انتراناس دي نينو 1906
غرانديزا 1910
ليجياكروز  1920
إلبادري كاسافوس 1920
سوبر هومبري (سوبرمان)  1920
إلزاركو 1925
لا ماركويزا ديولومبو 1928
هاستيمبوس (1935-1936)
ليجيا كروز
لوس مالوس هابيتوس (عادات سيئة)  1864-1866
الريفل (البندقية)
القصص
سيمون الماغو  1890
بالونيغرو 1890
بلانكا 1897 (قصة قصيرة) 1897
إلأنيماسولا 1898
سان أنتونيتو 1899
روجيليو 1926
المجموعات
جُمِعَت قصص ومقالات كارّاسكينجا التي ظهرت في منشورات مختلفة من ميدلّين  في  بداية القرن العشرين  في مجموعتين:
هوميلياس (عِظَة) 1914
دومينيكالس (الأحد) 1934
ماركويس يولومبو
لا ماركويسا دي يولومبو (1926)، رواية تاريخيةّ وواحدة من الأكثر الروايات المشهورة لكارّاسكينجا.
تصف الرواية  إعادة إعمار مدينة كولومبية في نهاية القرن الثامن عشر، في ذروة الحركة وذلك للاستقلال عن إسباينا. تصف الرواية أيضًا الطبقات الاجتماعية في ذلك الوقت، مع وجود الإسبانيين والأميركيين  الإسبان في القمة، والطبقات الاجتماعية المنخفضة الذين يمثلهم السّود والمستيزو (الهجين). وفي ذلك  الوقت، كانت يولومبو ميدينة إستراتيجية بين مناجم  الذهب في آنتيوكويا.
سيمون (السّاحر)
(هناك مقال أصلي مرتبط بهذا المقال: سيمون الماغو)
سيمون إلماغو، قصّة كُتبَت  في عام 1890، سخر فيها كارّاسكيجا من السحر. وتعرض هذه القصة العلاقة بين السود والبيض في كولومبيا في نهاية القرن التاسع عشر، إضافة إلى مزيج  المعتقدات بين تمازج الأجناس- ميستيثو. في هذه القصة، تونيتو، أصغر طفل في المنزل والذي تعتني فيه مربيته التي تدعى، فروتوس،  اعتادت  التحدث إليه عن  فنّ السحر - وهو شئ ترك  انطباعًا رائعا لدى الصبّي  . وقد  قرر الصبي الحصول على مغامراته الخاصة باستخدام دروس مربيته الغير رسمية، وانتهى به الأمر الوقوع  في مشكلة فظيعة والتي رتبها والده  بعقوبة شديدة.
مزيد من القراءة
الضريبة، كيرت ل. (1958).فيدا واي اوبراس دي توماس كارّاسكيجا (حياة وأعمال توماس كارّاسكيجا). عبر. نارفيز. كارلوس لوبيز . ميديلين، كولومبيا:
OCLC 2514347افتتاح التحرير
تورو سالدارياغا، فيرناندو (1984-1990). سلسلة دورية عن حياة وأعمال توماس كارّاسكيجا . سانتو دومينغو – أنتيوكيا: جريدة الدومنيكا
باريرا سانشيز، لويس كارلوس (1986– 1992). مقتطفات عن حياة وأعمال توماس كارّاسكيجا . سانتو دومينغو، أنتيوكيويا:  طليعة الدومينيكان .
ملاحظات
تم تحويل لاماركويزا دي يولومبو إلى مسلسل تلفزيوني في الثمانينيات .
الضريبة، كيرت ل. (1958).فيدا واي اوبراس دي توماس كارّاسكيجا (حياة وأعمال توماس كارّاسكيجا). عبر. نارفيز. كارلوس لوبيز . ميديلين، كولومبيا:
OCLC 2514347افتتاح التحرير
المراجع
1) ديونيس، فيديريكو (15/أيار/1970) «مقدمة». حكايات توماس كاراسكيجا (بالإسبانية). ميديلين: بيداو .
2) ديونيس، فيديريكو (15/أيار/1970) «مقدمة». حكايات توماس كاراسكيجا (بالإسبانية). ميديلين: بيداو ص.5
3) «جامعة أنتيوكيا مع توماس كاراسكيجا» (بالإسبانية). 17 كانون الثاني 2008. «الاحتفال بالذكرى 150 لميلاد توماس كاراسكيجا (ذكرى 150 عامًا)». أرشفة من النسخة الأصلية في 26 آذار 2010. استرجاع 14 حزيران 2008
4) هيدرون، خافيير هيناو (15 حزيران 2008). «السيرة الذاتية والخبرة الزمنية لفرناندو غونزاليس». شركة اوترابارتي (بالإسبانية). إنفيجادو . أرشفة من النسخة الأصلية في 20 أيلول 2008 .
5) توماس كاراسكيجا، لوتريتو، إلى رعاة بيدرازجوردانس، إلى كتيبة بيوس التاسع . ميدجين  بيداوت 2008 . ص158
«Important Figures and Outstanding People Born in Antioquia, 6) كولومبياسا تم استرجاعه في 24 آب 2010 Colombia».
7) كوزارين، ليندا د. (13 أيلول 2007). «الرئيس الكولومبي، رئيس الشرف للقوات المسلحة». وزارة الدفاع الأمريكية. كارتجينا، كولومبيا: الخدمة الصحفية للقوات الأمريكية. تم الاسترجاع 24 آب، 2010. منح وزير الدفاع بيس صليب بوياكا، أعلى جائزة عسكرية يمكن منحها لضابط كولومبي أو أجنبي. تمنح الجائزة المتلقي نفس الامتيازات التي يتمتع بها الرئيس أو الرئيس السابق .
موسوعة   Soria, Andrés (1991). "Costumbrismo I. Literatura Española" (8
في 16 يوليو 2011 . The original ريالب العظمى . طبعات ريالب، مؤرشفة من
تم الاسترجاع في 24 أيلول 2010 .
9) دي أونيس، فيديريكو (15 أيار 1970). «مقدمة». حكايات توماس كاراسكيجا (بالإسبانية). ميديلين . بيداوت . ص. 8-9.
أوريبي دي لوس ريوس، كارلوس (17 كانون الثاني 2008).    (10
"Desempolvando a Carrasquilla"
تم الاسترجاع في 24 أغسطس 2010 EquinoXio
11) غونزاليس، فرناندو (1935).- هاس تيمبوس دي توماس كاراسكيجا -  بقلم توماس كاراسكيجا منذ (بالإسبانية). من أرشيف كوربوراكشن اوترابارتي الأصلي .  ميديلين: افتتاحية آتلانديا . أرشفة من النسخة الأصلية في 13 يونيو 2010. تم الاسترجاع 24 أغسطس 2010.
12) حكايات توماس كاراسكيجا. ص.10
13) ريستريبو، كاتالينا ج. (1 يوليو 2003). «الأغاني والتفاعل الثقافي في لا ماركيزا دي يولومبو ل توماس كاراسكيجا» [الأغاني والتفاعل الثقافي في مركز يولومبو الخاص ب توماس كاراسكيجا .  دراسات الأدب الكولومبي (بالإسبانية). ميديلين: جامعة أنتيوكيا. تم استرجاعه في 24 أغسطس 2010
14) توماس كاراسكيجا (1970). «سيمون الساحر». حكايات توماس كاراسكيجا، ميديلين: بيداوت .
روابط خارجية :
—Banco de la República, Colombia Biblioteca Virtual مكتبة افتراضية تحوي أعمال كاراسكيجا